# Desa Unicum
Desa Unicum (nazwa stylizowana DESA Unicum) – dom aukcyjny z siedzibą przy ul. Pięknej 1a w Warszawie.

## Opis
DESA Unicum jest największą firmą zajmującą się obrotem dziełami sztuki w Polsce. W 2018 miała ok. 45% udział w polskim rynku sztuki. Jej działalność sięga 1998 roku, kiedy doszło do połączenia warszawskiej części największej sieci antykwariatów (DESA), działających od 1950 roku, z pierwszym polskim Domem Aukcyjnym Unicum (rok założenia 1988).
DESA Unicum należy do holdingu DESA SA, który jest także właścicielem galerii DESA Modern, ponadto posiada udziały w spółka: DESA Biżuteria (galeria biżuterii dawnej) oraz sieci księgarni muzealnych Artbookstore.
Głównym obszarem działalności DESA Unicum jest obrót dziełami sztuki na aukcjach.
W ciągu roku DESA Unicum organizuje największą w Polsce liczbę licytacji – ponad 70. Wśród nich, m.in. sztuki dawnej, sztuki współczesnej, młodej sztuki oraz tematyczne (np. prac na papierze, designu, fotografii, plansz i ilustracji komiksowych, biżuterii, grafiki artystycznej, rzeźby). Prowadzi również aukcje charytatywne, aukcje kolekcji oraz licytacje na zlecenie prywatnych podmiotów. Dodatkowo, DESA Unicum organizuje wystawy monograficzne interesujących osobowości artystycznych i nurtów.
DESA Unicum prowadzi również doradztwo w zakresie tworzenia kolekcji, wyceny, zakupu dzieł oraz opieki nad nimi. Zajmuje się też wyszukiwaniem obiektów określonych twórców oraz reprezentuje kolekcjonerów w transakcjach z polskimi i zagranicznymi galeriami oraz domami aukcyjnymi (tzw. private sales).
Od 2017 roku DESA Unicum mieści się w nowej siedzibie przy ul. Pięknej 1A w Warszawie.
W październiku 2019 zestaw 20 rzeźb Magdaleny Abakanowicz „Caminando” został sprzedany za ponad 8 mln złotych. Zbiór rzeźb artystki był do 21 października 2021 najdrożej sprzedanym dziełem na aukcji w Polsce. W listopadzie 2018 obraz Wojciecha Fangora „M39” został sprzedany na aukcji w DESA Unicum za ponad 4,7 mln złotych. Wcześniej najdroższym obrazem sprzedanym w kraju było „Zabicie Wapowskiego” pędzla Jana Matejki kupione za 3,68 mln złotych. Transakcja została dokonana w DESA Unicum w 2017 roku. 3 grudnia 2020 rozeta Wojciecha Fangora, podczas aukcji „Op – art i abstrakcja geometryczna” została nowym, najdroższym obrazem w historii Polski, ponieważ dzieło „M22” zostało sprzedane za rekordową sume 7,3 miliona złotych. 21 października 2021 „Tłum III” – zestaw 50 rzeźb Magdaleny Abakanowicz, został sprzedany za 13,2 mln złotych, co uczyniło pracę najdrożej sprzedaną rzeźbą na aukcji w Polsce, a do 29 listopada 2021 było najdrożej sprzedanym dziełem w historii Polski.
29 listopada 2021 obraz „Dwie mężatki” Andrzeja Wróblewskiego, podczas aukcji „Sztuka Współczesna. Klasycy awangardy po 1945 roku” został sprzedany za 13,44 miliona złotych, co uczyniło go najdroższym obrazem sprzedanym w historii Polski.